# تافونا

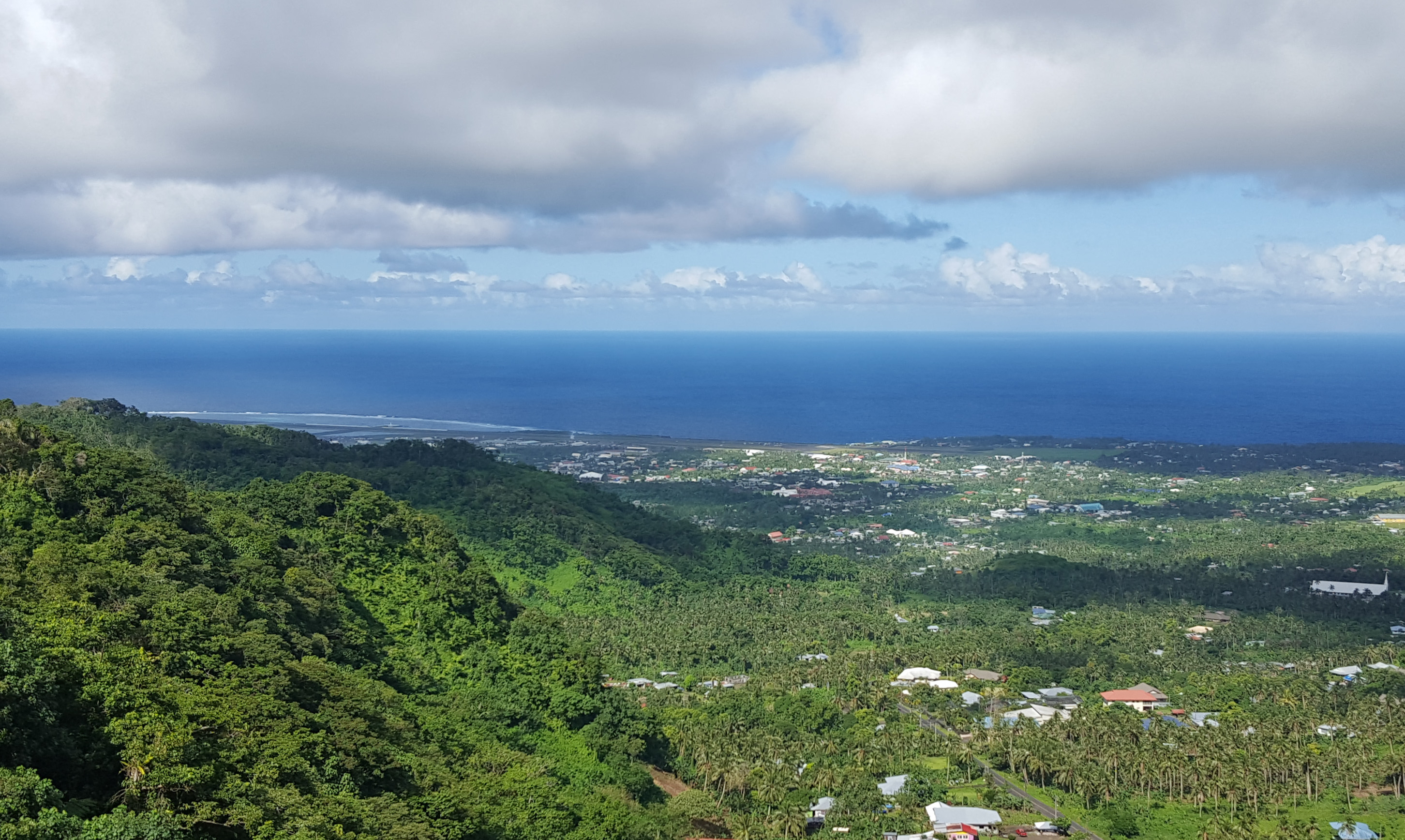
pure nature

تافونا (به انگلیسی: Tafuna) یک روستا در ساموآی آمریکا است. تافونا ۶٫۵۴ کیلومتر مربع مساحت و ۹٬۷۵۶ نفر جمعیت دارد.